# Taylor Lapilus
Taylor Lapilus (Villepinte, 8 de abril de 1992) es un boxeador y artista marcial mixto francés que actualmente compite en la división de peso gallo del Ultimate Fighting Championship (UFC).

## Primeros años
Nacido y criado en Villepinte, Lapilus compitió en fútbol en varios niveles cuando era joven. Antes de comenzar a entrenar en artes marciales mixtas, asistió brevemente a la universidad donde estudió y trabajó durante un tiempo como soldador.

## Carrera de artes marciales mixtas

### Carrera temprana
Lapilus siguió el camino de su hermano Damien, que también es un profesional de MMA, y comenzó a entrenar el deporte en 2010. Hizo su debut como profesional en 2012, compitiendo principalmente como peso pluma en varias promociones regionales en toda Francia. Pudo compilar un récord. Tras su victoria ante Cyril Ericher en mayo de 2014, Lapilus firmó con UFC en el otoño de ese año.

### Ultimate Fighting Championship
Se esperaba que Lapilus hiciera su debut promocional el 4 de octubre de 2014 como reemplazo a corto plazo contra Dennis Siver en UFC Fight Night 53, reemplazando a un lesionado Robert Whiteford. Sin embargo, la Federación Sueca de Artes Marciales Mixtas posteriormente consideró a Lapilus como un oponente inadecuado y, a su vez, Charles Rosa fue considerado el reemplazo de último minuto.
Lapilus finalmente hizo su debut contra Rocky Lee el 11 de abril de 2015 en UFC Fight Night 64. Lapilus ganó la pelea por decisión unánime.
Lapilus se enfrentó a Yuta Sasaki el 20 de junio de 2015 en UFC Fight Night 69. Lapilus ganó la pelea por nocaut técnico en el segundo asalto.
Lapilus se enfrentó a Erik Pérez el 21 de noviembre de 2015 en UFC Fight Night 78. Perdió la pelea por decisión unánime.
Lapilus se enfrentó a Leandro Issa el 3 de septiembre de 2016 en UFC Fight Night 93. Ganó la pelea por decisión unánime.

### Otras compañías
Al salir de UFC en 2016, Lapilus acumuló campeonatos de peso gallo tanto en TKO Major League MMA como en campeonatos alemanes de MMA. En noviembre de 2019, se reveló que Lapilus había firmado con ARES Fighting Championship. Se esperaba que Lapilus hiciera su debut promocional en el evento inaugural de la promoción el 14 de diciembre de 2019 contra Bryan Caraway. Sin embargo, Caraway se retiró del combate debido a una lesión y fue reemplazado por Marcos Breno. Ganó la pelea por decisión unánime.
Lapilus se enfrentó a Wilson Reis  el 12 de diciembre de 2021 en Ares FC 2. Ganó la pelea por decisión unánime.
Lapilus se enfrentó a Demarte Peña por el vacante Campeonato de peso gallo de la AFC el 16 de abril de 2022 en Ares FC 5. Ganó la pelea y el título por nocaut técnico en el primer asalto.

### Regreso a UFC
Lapilus estaba programado para enfrentarse a Khalid Taha el 3 de septiembre de 2022 en UFC Fight Night 209. Sin embargo, Lapilus se retiró una semana antes del evento debido a una fractura en la mano y luego fue reemplazado por Cristian Quiñónez.
Lapilus estaba programado para enfrentarse a Muin Gafurov el 2 de septiembre de 2023 en UFC Fight Night 226. Sin embargo, fue emparejado con Caolán Loughrán después de que Gafurov se retirara debido a problemas de visa. Ganó la pelea por decisión unánime.
Lapilus se enfrentó a Farid Basharat el 13 de enero de 2024 en UFC Fight Night 234. Perdió la pelea por decisión unánime.
Lapilus enfrentó a Cody Stamann el 8 de junio de 2024 en UFC on ESPN 57. Ganó la pelea por decisión unánime.

## Récord de artes marciales mixtas
| Récord profesional | Récord profesional | Récord profesional |
| 24 peleas          | 20 victorias       | 4 derrotas         |
| ------------------ | ------------------ | ------------------ |
| Nocaut             | 4                  | 0                  |
| Sumisión           | 6                  | 0                  |
| Decisión           | 10                 | 4                  |

| Resultado | Récord | Oponente              | Método                      | Evento                                                          | Fecha                   | Ronda | Tiempo | Localización         | Notas                                          |
| --------- | ------ | --------------------- | --------------------------- | --------------------------------------------------------------- | ----------------------- | ----- | ------ | -------------------- | ---------------------------------------------- |
| Victoria  | 20–4   | Cody Stamann          | Decisión (unánime)          | UFC on ESPN: Cannonier vs. Imavov                               | 8 de junio de 2024      | 3     | 5:00   | Louisville, Kentucky |                                                |
| Derrota   | 19–4   | Farid Basharat        | Decisión (unánime)          | UFC Fight Night: Ankalaev vs. Walker 2                          | 13 de enero de 2024     | 3     | 5:00   | Las Vegas, Nevada    |                                                |
| Victoria  | 19–3   | Caolán Loughran       | Decisión (unánime)          | UFC Fight Night: Gane vs. Spivak                                | 2 de septiembre de 2023 | 3     | 5:00   | París                |                                                |
| Victoria  | 18–3   | Demarte Pena          | TKO (codazos y golpes)      | Ares FC 5                                                       | 16 de abril de 2022     | 1     | 2:33   | París                | Ganó el Campeonato de Peso Gallo de AFC.       |
| Victoria  | 17–3   | Wilson Reis           | Decisión (unánime)          | Ares FC 2                                                       | 11 de diciembre de 2021 | 3     | 5:00   | París                |                                                |
| Victoria  | 16–3   | Marcos Breno          | Decisión (unánime)          | Ares FC 1                                                       | 14 de diciembre de 2019 | 3     | 5:00   | Dakar                |                                                |
| Victoria  | 15–3   | Nate Maness           | TKO (patada al cuerpo)      | TKO 48                                                          | 24 de mayo de 2024      | 3     | 1:22   | Gatineau, Quebec     | Ganó el Campeonato de Peso Gallo de TKO        |
| Victoria  | 14–3   | Josh Hill             | Decisión (dividida)         | TKO 45                                                          | 7 de diciembre de 2018  | 3     | 5:00   | Montreal, Quebec     |                                                |
| Derrota   | 13–3   | Denis Lavrentyev      | Decisión (unánime)          | RCC: Intro                                                      | 1 de septiembre de 2018 | 3     | 5:00   | Ekaterinburg         |                                                |
| Victoria  | 13–2   | Farbod Nezhad         | TKO (golpes)                | German MMA Championship 14                                      | 24 de febrero de 2018   | 1     | 2:16   | Castrop-Rauxel       | Ganó el Campeonato de Peso Gallo de GMC.       |
| Victoria  | 12–2   | Omer Solmaz           | Decisión (dividida)         | German MMA Championship 13                                      | 16 de diciembre de 2017 | 5     | 5:00   | Düsseldorf           | Ganó el Campeonato Interino Peso Pluma de GMC. |
| Victoria  | 11–2   | Leandro Issa          | Decisión (unánime)          | UFC Fight Night: Arlovski vs. Barnett                           | 3 de septiembre de 2016 | 3     | 5:00   | Hamburg              |                                                |
| Derrota   | 10–2   | Erik Pérez            | Decisión (unánime)          | The Ultimate Fighter Latin America 2 Finale: Magny vs. Gastelum | 21 de noviembre de 2015 | 3     | 5:00   | Monterrey            |                                                |
| Victoria  | 10–1   | Ulka Sasaki           | TKO (golpes)                | UFC Fight Night: Jędrzejczyk vs. Penne                          | 20 de junio de 2015     | 2     | 1:26   | Berlin               | Debut en peso gallo.                           |
| Victoria  | 9–1    | Rocky Lee             | Decisión (unánime)          | UFC Fight Night: Gonzaga vs. Cro Cop 2                          | 11 de abril de 2015     | 3     | 5:00   | Kraków               |                                                |
| Victoria  | 8–1    | Cyril Ericher         | Sumisión (guillotine choke) | 100% Fight 22: Supreme League Finals                            | 30 de mayo de 2014      | 1     | 2:58   | Aubervilliers        |                                                |
| Victoria  | 7–1    | Osman Minbatirov      | Decisión (dividida)         | Honor and Glory Fight Night 3                                   | 17 de mayo de 2014      | 3     | 5:00   | Béziers              |                                                |
| Victoria  | 6–1    | Cyrille Dimbas        | Sumisión (armbar)           | 100% Fight 19: Supreme League Round 2                           | 22 de marzo de 2014     | 1     | 3:41   | Aubervilliers        |                                                |
| Derrota   | 5–1    | Magomed Bibulatov     | Decisión (unánime)          | GEFC: Urban Legend Prestige 4                                   | 12 de octubre de 2013   | 3     | 5:00   | Villepinte           |                                                |
| Victoria  | 5–0    | Nicolas Joannes       | Submission                  | Knock Out Championship 6                                        | 6 de abril de 2013      | 1     | 2:50   | Cognac               |                                                |
| Victoria  | 4–0    | Chresus Mokima        | Sumisión (armbar)           | 100% Fight 13: Day of Reckoning                                 | 16 de febrero de 2013   | 2     | 1:32   | Aubervilliers        |                                                |
| Victoria  | 3–0    | Steve Polifonte       | Decisión (unánime)          | 100% Fight: Contenders 16                                       | 10 de noviembre de 2012 | 2     | 5:00   | París                |                                                |
| Victoria  | 2–0    | Souksavanh Khampasath | Sumisión (triangle choke)   | 100% Fight: Contenders 16                                       | 10 de noviembre de 2012 | 1     | 0:43   | París                |                                                |
| Victoria  | 1–0    | Isa Abiev             | Sumisión (triangle choke)   | OFC 4: Combat MMA in the Cage                                   | 31 de marzo de 2012     | 1     | 3:35   | Hainaut              |                                                |